# Anhalt

Karta över Anhalt.

Anhalt är en region i mellersta Tyskland kring floderna Elbe, Mulde och Saale, öster om Harz. 

## Geografi och näringsliv
Största delen är slättland; bara i sydväst stöter det till foten av Harz. Elbe och Saale genomflöt landet. Huvudnäringen var åkerbruk; bergsbruk bedrevs i Harz (bly och silver), varjämte landet har tillgång på brunkol, salter, kalksten, gips, sandsten, tungspat m. m.. Främst bland industrigrenar stod vitbetssockertillverkning samt brännvins- och öltillverkning.

## Historia
Det anhaltska regenthusets förste med historisk visshet kände stamfader är Esiko av Ballenstedt (omkr. 1030), från vilken även askanierna härstammar. Hans sonson Otto var den förste, som kallade sig greve av Askanien. Dennes son var Albrekt Björnen, den förste markgreven av Brandenburg (d. 1170), och hans sonson, Henrik I, fick Anhalt samt nämnes 1215 som "greve av Askanien och furste i Anhalt". Namnet Anhalt kommer från askaniernas stamsäte Burg Anhalt vid Harzgerode. 
Landet delades mellan Henriks tre söner, varigenom tre anhaltska linjer uppkom: Anhalt-Aschersleben, Anhalt-Bernburg och Anhalt-Zerbst. Första linjen utdog redan 1315, och dess område tillföll den andra, som utslocknade 1468. Tredje linjen delades 1396 i den albrektska och den sigmundska, av vilka den senare 1468 fick linjen Bernburgs område, men själv 1473 delades i den ernestinska och den valdemarska.
Länderna hade därigenom på mångfaldigt sätt blivit styckade mellan furstelinjerna, men förenades 1570 av Joakim Ernst av den sigmundska linjen (d. 1586). Hans söner regerade i 17 år gemensamt, men delade 1603
landet i fyra delar. Johan Georg I fick
Anhalt-Dessau. Dennes sonsons son var Leopold, Fredrik den stores berömde fältherre, kallad "den gamle Dessauern".
Kristian I, som tog Anhalt-Bernburg i besittning, var en anhängare av den till kung i Böhmen valde kurfursten Fredrik V av Pfalz. Anhalt-Zerbst tillföll Rudolf. Ryska kejsarinnan Katarina II hörde till hans ätt. Anhalt-Köthen övertogs av Ludvig. En av dennes efterkommande, Kristian Fredrik, var en stor beundrare av Napoleon I och sökte ordna sitt lilla land helt och hållet på franskt sätt.
Linjen Anhalt-Zerbst utdog 1793, varefter dess område delades mellan de tre övriga. Anhalt-Bernburg blev 1806 hertigdöme, vilket exempel 1807 följdes av de båda andra. Sistnämnda år ingick de i Rhenförbundet och 1815 i Tyska förbundet.